# Cronartium conigenum
Cronártium conígenum (лат.) — вид ржавчинных грибов, входящий в род Кронарциум (Cronartium) семейства Кронарциевые (Cronartiaceae). Известен из западной части США, Мексики и Центральной Америки. Съедобен, является единственным ржавчинным грибом, употребляемым в пищу.

## Жизненный цикл
Жизненный цикл вида состоит из четырёх стадий. Стадии спермогония и эцидия паразитируют на соснах, шишки поражённых растений стерильны, более крупные, чем у здоровых растений. Они покрыты ярко-оранжевыми неправильно-полушаровидными тонкими перидиями, из которых выбрасываются эциоспоры. Эти споры прорастают, попав на листья различных буковых (как вечнозелёных, так и листопадных), в стадию урединия. Урединиоспоры, появляющиеся летом, прорастают в ещё несколько последовательных поколений урединиев, перед тем как к поздней осени из спор всех поколений (через 80—300 дней после первого спороношения урединия, в зависимости от времени заражения дерева) прорастают грибы стадии телия, также на листьях буковых. Эта стадия способна переносить зимы, а весной образует телейтоспоры, заражающие сосны. Легче всего телейтоспоры проникают в молодые женские стробилы.

### Растения-хозяева
Промежуточными хозяевами (хозяевами стадий спермогония и эцидия) являются различные виды рода Сосна с запада и юго-запада Северной Америки и из Центральной Америки:
- Pinus cubensis Griseb.
- Pinus engelmannii Carrière
- Pinus leiophylla Schiede ex Schltdl. & Cham.
- Pinus caribaea Morelet
- Pinus maximinoi H.E.Moore
- Pinus montezumae Lamb.
- Pinus monticola Douglas ex D.Don
- Pinus oocarpa Schiede ex Schltdl.
- Pinus ponderosa P.Lawson & C.Lawson
- Pinus pseudostrobus Lindl.

Основные хозяева (хозяева стадий урединия и телия) являются в основном виды дуба:
- Quercus alba L.
- Quercus arizonica Sarg.
- Quercus chrysolepis Liebm.
- Quercus coccinea Münchh.
- Quercus douglasii Hook. & Arn.
- Quercus emoryi Torr.
- Quercus grisea Liebm.
- Quercus hypoleucoides A.Camus
- Quercus macrocarpa Michx.
- Quercus montana Willd.
- Quercus oblongifolia Torr.
- Quercus oocarpa Liebm.
- Quercus palmeri Engelm.
- Quercus peduncularis Née
- Quercus robur L.
- Quercus rubra L.
- Quercus rugosa Née

и другие, а также, изредка, виды каштана и кастанопсиса и литокарпус густоцветковый.

## Патоген
В апреле 1932 года американскими ботаником Артуром Хинкли и фитопатологом Лесли Ньютоном Гудингом на заражённых шишках Pinus leiophylla var. chihuahuana (Engelm.) Shaw в горах Чирикауа на юго-западе Аризоны был обнаружен анаморфный грибок Fusarium bactridioides Wollenw., 1934. Ханс Вильгельм Волленвебер, впервые описавший его в 1934 году в статье журнала Science, в той же статье привёл описание, возможно, первого в истории преднамеренного эксперимента по биологической борьбе с одним грибом посредством распространения другого.
В июле 1932 года конидии фузариума были распылены на галлы Cronartium conigenum, поразившего шишки Pinus monticola в Орегоне. Через год все галлы были мертвы. Подобный эксперимент был также произведён над ржавчинными грибками Cronartium harknessii и Cronartium filamentosum на Pinus contorta. Через несколько месяцев на них наблюдалось спороношение фузариума, однако погибли ли кронарциумы на следующий год, не сообщалось.
После 1935 года о более поздних находках Fusarium bactridioides не сообщалось.

## Значение
Несмотря на важное экономическое значение Cronartium conigenum (этот вид не специфичен для определённого хозяина, способен поражать многочисленные виды сосны), в научной литературе о нём содержатся почти исключительно описания степени поражения сосновых шишек в отдельных географических регионах. Морфологические описания весьма скудны, точных сведений об ареале вида также не приводятся.
Cronartium conigenum — один из немногочисленных паразитов-патогенов растений, являющихся съедобными грибами. Крупные, поражённые этим грибом шишки сладковатые на вкус, в Мексике они иногда употребляются в пищу. Такой же эффект оказывает головня кукурузы (Ustilago maydis), делая початки кукурузы более сладкими. Початки, заражённые головнёй, употребляются в пищу в Мексике в больших количествах в свежем и консервированном виде. Также съедобными являются головня риса Ustilago esculenta, головня сорго Sporisorium cruentum и хитридиомицет — патоген крылатых бобов Synchytrium psophocarpi. В Северной и Центральной Америке распространён Hypomyces lactifluorum — патоген других грибов, млечников, также употребляемый в пищу.

## Близкие виды

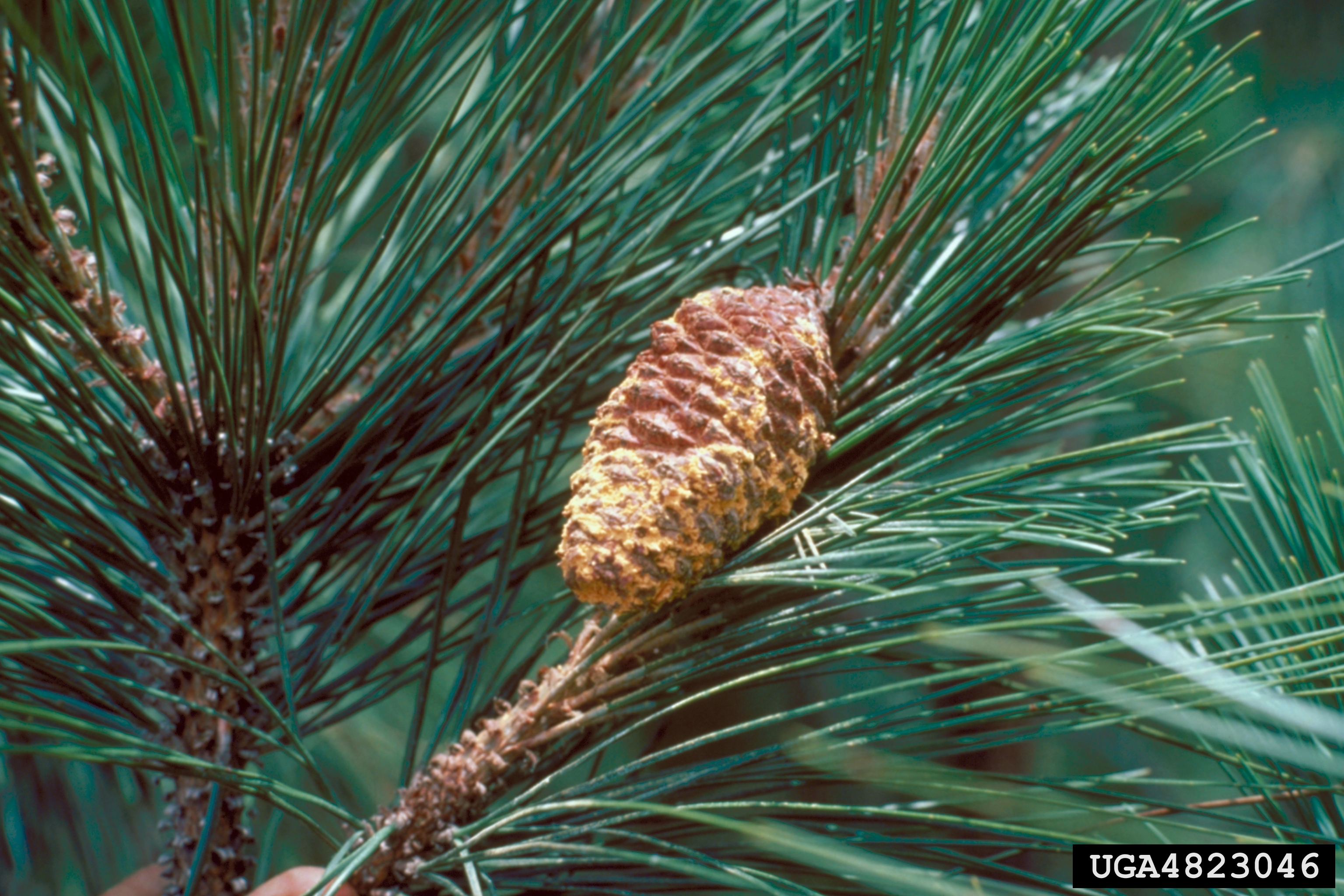
Эции Cronartium strobilinum на шишке Pinus elliottii

В Северной Америке известен ещё один вид, образующий эции на сосновых шишках:
- Cronartium strobilinum Hedgc. & G.Hahn, 1922 поражает шишки Pinus elliottii Engelm. и Pinus palustris Mill. на юго-востоке США. Отличается менее развитым перидием эция, погружённым в субстрат (шишку) и не образующим плотного покрытия на нём[3].

## Таксономия
Впервые вид был описан французским микологом, исследователем грибов Латинской Америки, Нарсисом Теофилем Патуйяром (1854—1926) в 1896 году в 10 выпуске Journal de Botanique, издаваемого под редакцией Луи Моро в Париже. Патуйяр отнёс его к роду Caeoma Link, 1809 (по лектотипификации — гомотипичного синонима сборного рода Aecidium Pers., 1796), так как ему была известна только эцидиевая стадия гриба, поражающая сосновые шишки. Позднее американские микологи Джордж Грэнт Хеджкок и Николас Рекс Хант обнаружили две другие стадии жизненного цикла гриба, что позволило им в 1922 году в статье в журнале Phytopatology перенести его в род Cronartium Fr., 1815.
В синонимику Cronartium conigenum входят следующие названия:
- Caeoma conigenum Pat., 1896basionym
- Peridermium conigenum (Pat.) R.S.Peterson, 1967